# Adelmo Bulgarelli
Adelmo Bulgarelli (ur. 23 marca 1932 w Carpi, zm. 20 lipca 1984 w Turynie) – włoski zapaśnik walczący w stylu klasycznym. Trzykrotny olimpijczyk. Brązowy medalista z Melbourne 1956; siódmy w Rzymie 1960; odpadł w eliminacjach w Tokio 1964. Walczył w kategorii plus 87 kg.
Piąty na mistrzostwach świata w 1955. Mistrz igrzysk śródziemnomorskich w 1963 i drugi w 1955 roku.